# Journey Through the Decade
A Journey Through the Decade Gackt japán énekes kislemeze, mely 2009. március 25-én jelent meg az Avex Mode kiadónál. A dal a Kamen Rider Decade című televíziós sorozat betétdala volt.

## Számlista
| #  | Cím                                       | Hossz |
| -- | ----------------------------------------- | ----- |
| 1. | Journey Through the Decade                | 4:35  |
| 2. | J.t.D. Re-Mix RIDE "Distort"              | 4:16  |
| 3. | J.t.D. Re-Mix RIDE "Symphony"             | 5:52  |
| 4. | Journey Through the Decade (Instrumental) | 4:32  |

## Slágerlista-helyezések
2009-ben 94 000 példányban fogyott. 25 hétig szerepelt a heti slágerlistán. 2009 júniusában a Japán Hanglemezgyártók Szövetsége aranylemezzé nyilvánította, majd 2012 decemberében platinalemezzé.
Oricon
| Kiadás dátuma     | Slágerlista | Típus              | legmagasabb helyezés | Eladás |
| ----------------- | ----------- | ------------------ | -------------------- | ------ |
| 2009. március 25. | Oricon      | napi kislemezlista | 1                    | 15 441 |
| 2009. március 25. | Oricon      | heti kislemezlista | 2                    | 51 666 |
| 2009. március 25. | Oricon      | havi kislemezlista | 4                    | 74 117 |
| 2009. március 25. | Oricon      | éves kislemezlista | 63                   | 97 616 |

Billboard Japan
| Slágerlista (2009)      | Legmagasabb helyezés |
| ----------------------- | -------------------- |
| Billboard Japan Hot 100 | 6                    |